# Hülsen (Dörverden)
Hülsen ist ein Ortsteil der Gemeinde Dörverden im Landkreis Verden, Niedersachsen. Bis zur Gemeindereform 1972 gehörte der Ort zum Landkreis Fallingbostel.

## Lage
Hülsen liegt an der Aller. Es ist ein relativ kleines Dorf mit vielen Wäldern. Durch den Ort verläuft die Kreisstraße 14.

## Geschichte
Wie im Hauptort Dörverden deuten auch in Hülsen Funde auf eine frühe Besiedlung hin. Der Name Hulsinge (für Hülsen) wurde erstmals 1260 im Lehnsregister von Hoya erwähnt. Spätere Bezeichnungen waren Hulsinghe, Hulzingen und Hülsingen.
Von 1912 bis 1924 wurde mit 650 Beschäftigten Kali-Bergbau betrieben. Von 1905 bis in die 1990er Jahre führte die Bahnstrecke Celle–Wahnebergen durch den Ort. Hülsen hatte einen eigenen Bahnhof.
Im Jahre 1965 wurden eine Mittelpunktschule und 1974 ein Kindergarten erbaut.
Mit der Gebietsreform wurde Hülsen am 1. Juli 1972 zusammen mit vier weiteren Orten zur Gemeinde Dörverden zusammengefasst.

## Politik

### Ortsvorsteherin
Ortsvorsteherin ist Doris Köhler.

### Wappen
Das Wappen hat seinen Ursprung im Adelswappen des Geschlechtes de Hulsinge aus dem Jahre 1405, allerdings war der halbierte Adler in diesem Adelswappen auf der rechten Seite. Den preußischen Adler findet man auch im heutigen Wappen de Ortes. Die andere Hälfte des heutigen Wappens zeigt auf rotem Grund vier Blätter der Stechpalme Ilex, eines Strauches, der auch heute noch in der Feldmark um den Ort vielfach zu finden ist. Die althochdeutsche Bezeichnung dafür ist "Hulis" später Hülse.
Dennoch kommt der Ortsname sicherlich von dem Geschlecht derer von Hülsing, das im 16. Jahrhundert ausgestorben ist.

## Sport
Im Ortsteil ist der Sportverein SV Vorwärts Hülsen beheimatet, welche im Jahr 1921 gegründet wurde. Die erste Fußball-Mannschaft spielt derzeit in der Bezirksliga Lüneburg. Seine Heimspiele trägt die Mannschaft auf dem Sportplatz am Schützenweg aus.